# Pešačenje (sport)
Pešačenje (ijek. pješačenje) je oblik fizičke aktivnosti koja se zasniva na hodanju u prirodi po raznim putevima ili stazama ali i van obeleženih putanja. Ova aktivnost poznata je i pod engleskim nazivom hajking (енгл. hiking). Kao oblik sportske rekreacije, brzo ili sportsko pešačenje može nam omogućiti da, bez obzira na dob i na to da li se ili ne bavimo sportom, postignemo i održimo zavidnu telesnu i psihičku kondiciju. Redovno pešačenje utiče pozitivno na zdravlje i dobro raspoloženje, jer povećava kapacitet pluća i protok kiseonika organizmom. Takođe povećava srčani kapacitet i stabilizuje krvni pritisak, povećava mišićnu masu, jačinu, izdržljivost i pokretljivost mišićnog tkiva, relaksira, opušta, štiti od pogubnog delovanja svakodnevnoga stresa i čini čoveka zadovoljnijim. Kako pešačenje znatno manje opterećuje organizam, a posebno zglobove, od trčanja, ono predstavlja idealan oblik sportske rekreacije ne samo za osobe srednje i starije dobi već i poseban oblik rehabilitacije obolelih od kardiovaskularnih i lokomotornih bolesti.
Aktivnosti koje se ponekad dodaju pešačenju su jahanje na konju, vožnja brdskog bicikla, kajak, skijanje. Pešačenje prethodi planinarenju.

## Priprema
Da bi se izbegli ozbiljni problemi kao sto su gubljenje u prirodi, nevreme i slično neophodno je pripremiti se na odgovarajući način:
- Poznavati put, visinu, visinsku razliku i imati orijentir.
- Trajanje pešačenja, raskrsnice i moguća skloništa.
- Vremensku prognozu za lokaciju.
- Imati odgovarajuću odeću i obuću.
- Opremu za pešačenje: rančevi, šatori, kuhinjski pribor i slično po potrebi.
- Dovoljne zalihe hrane i vode.

## Orijentacija
Dobro poznavanje puta kojim se želi ići je veoma važno bez obzira da li se radi o poznatoj putanji ili improvizovanoj. Ako je moguće, nabaviti mapu predela od lokalnog društva za planinarenje, turističke organizacije ili odgovarajuće ustanove.
Takođe je potrebno poznavati znakove kojim je put kroz prirodu obeležen.

## Bezbednost
Rizici kod pešačenja su:
- Sunčanica - Neophodno je nositi šešir ili kapu, obući laganu odeću.
- Dehidracija - Obezbediti dovoljno vode za piće i saznati za moguće izvore pitke vode u području.
- Visinska bolest - Kako organizam mora da se aklimatizira na veću nadmorsku visinu tj. sniženi atmosferski pritisak, postoje osobe koje mogu osetiti blagi oblik glavobolje, tahikardiju, vrtoglavicu, otežano disanje, mučninu (izazvane sniženom koncentracijom kiseonika u udahnutom vazduhu - hipoksija). U tom slučaju je potrebno spustiti se na nižu nadmorsku visinu i piti dosta vode ili bezalkoholnog pića.
- Udar groma - U slučaju nevremena munje predstavljaju ozbiljnu opasnost. Potrebno je izbegavati otvoreni prostor, vrhove planine ili brda, ne sakrivati se ispod drveća a i hodanje pored pruge može takođe biti opasno. Potrebno je potražiti zaklon u pećini ili u skloništu ako ih ima, ako ne u najnižem delu šume.
- Poplave - Izbegavati vodene tokove zbog mogućih iznenadnih poplava izazvanim otvaranjem brana ili planinskim kišama.
- Otrovnice i ostale životinje - Izbegavati pretraživanje golim rukama ili nogama u zonama sa visokom travom ili ispod kamenja. Mnoge druge životinje takođe mogu biti opasne.

## Spoljašnje veze
- „Explore Serbia – Istraži Srbiju”. explore-serbia.rs.
- „European Ramblers' Association”. era-ewv-ferp.com.
- „Koja je razlika između hiking-a i trekking-a?”. tarasportrafting.com. 10. 2. 2017.
- „Hiking u Nacionalnom parku Sutjeska”. raftingtara.com. 5. 12. 2019.
- „Hiking u Nacionalnom parku Sutjeska Trnovačko jezero”. www.rafttrekk.com. 5. 12. 2019. Архивирано из оригинала 23. 08. 2018. г.}
- Razlika između hajkinga i trekinga